# 편물기

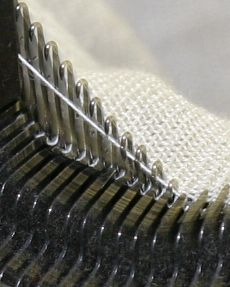
동작 중인 현대의 편물기계

편물기(編物機)는 반자동 또는 완전 자동 방식으로 편물을 만들기 위해 사용하는 장치이다.

## 개요
메리야스 기계도 초기의 것은 수편물(手編物)과 마찬가지로 1본사(本絲)의 환편물기(丸編物機)뿐이었으나 다수의 실을 동시에 사용하는 종(縱)메리야스기도 급속히 진보하여 편물의 능률도 단숨에 10∼100배가 되었다. 또 직기(織機)의 경우와 마찬가지로 펀치카드나 펀치테이프를 써서 모양편물(模樣編物)을 하는 것도 개발되었다.
한편 실이 끊기거나 흠이 생겼을 때 자동적으로 정지하는 기계도 많이 나오고 있다. 레이스 자수기계(刺繡機械)에는 자동적으로 기포(基布)에 자수하는 것이 꽤 옛날부터 사용되고 있다. 화용지(畵用紙)에 그려진 원도(原圖)에 따라 샘플기계의 지침(指針)을 움직여 가면 샘플의 자수가 됨과 동시에 기포의 테두리를 움직이는 동작에 따라 카드에 구멍이 펀치된다. 이 펀치카드를 자동자수기에 걸면 펀치구멍에 따라 기계의 프레임(frame)이 샘플기(機)의 프레임과 같이 움직여서 샘플대로의 제품이 만들어지는 것이다.

## 같이 보기
- 양말틀